# Waldburg-Waldburg

Stemma di Waldburg

Waldburg-Waldburg fu una Contea del Sud-Est del Baden-Württemberg, in Germania. Waldburg-Waldburg derivò da una partizione del Waldburg-Wolfegg-Zeil e venne divisa tra le altre due parti del Waldburg-Wolfegg-Zeil — Waldburg-Wolfegg e Waldburg-Zeil — nel 1660.

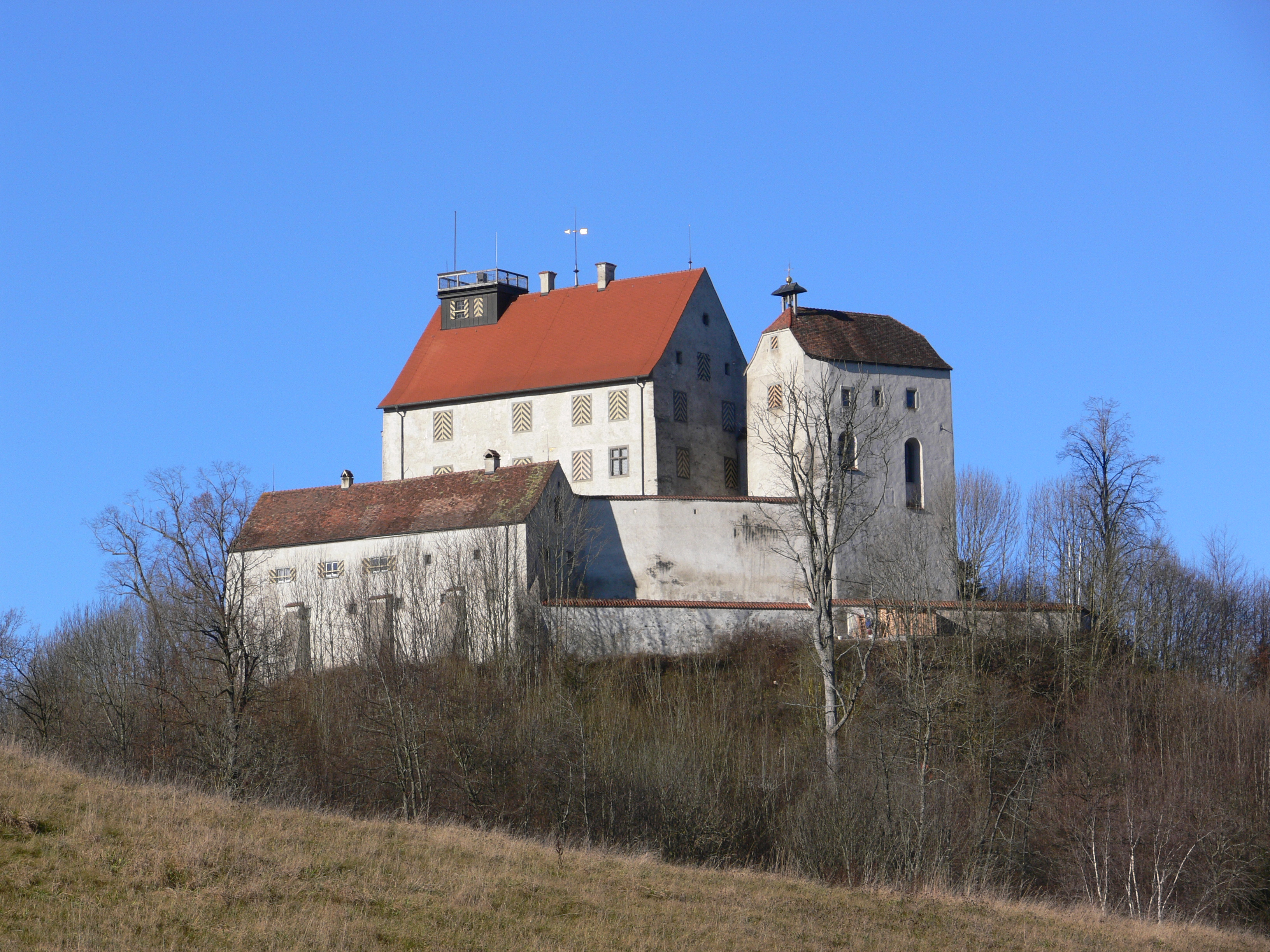
Il castello di Waldburg